# Dansk Folkeoplysnings Samråd
Dansk Folkeoplysnings Samråd (DFS) är en dansk tvärpolitisk paraplyorganisation som samlar c:a 32 landstäckande organisationer som arbetar inom området för folkbildning. Organisationen upprättades 1941 och står för det tvärgående arbetet mellan medlemsorganisationerna, för internationellt samarbete samt som representant för medlemsorganisationerna och deras intressen inför politiker och myndigheter. I Sverige motsvaras organisationen av Folkbildningsrådet.

## Historik
Dansk Folkeoplysnings Samråd upprättades på initiativ av Oluf Bertolt som var sekreterare för folkbildningsorganisationen Arbejdernes Oplysningsforbund (AOF). Enligt honom var det viktigt att samla landets alla folkbildningsorganisationer för att värna om församlings-, mötes- och föreningsfriheten, vilken sågs som hotad under den tyska ockupationen 1940-1945. Grunden till den nya organisationen lades vid ett möte på AOF:s kontor i Köpenhamn. Här samlades utöver Bertolt företrädare för några andra folkbildningsverksamheter; ordförande och vice ordförande för Foreningen for Folkehøjskoler og Landbrugsskoler (H + L), föreståndarna Lars Bækhøj (Ollerup Højskole), J. Th. Arnfred (Askov Højskole) samt folketingsledamoten Christian Christiansen. Enligt avtalet mellan dessa skulle organisationens ordförande vara knuten till H + L och sekretariatet till AOF. DFS upprättades 8 mars 1941 under en generalförsamling på Christiansborg, det danska parlamentet. Dess övergripande mål (§ 2) ”var att främja det fria folkbildningsarbetet hos det danska folket och stödja alla strävanden för utbredning av kännedomen till det danska språket, naturen, kulturen och egenarten”. De organisationer som stod för upprättandet av DFS var:
- Arbejdernes Oplysningsforbund
- Danmarks Biblioteksforening
- Danmarks Lærerforening
- Dansk Aftenskoleforening
- Dansk Kvindesamfund
- Folkeuniversitetsudvalget
- Foreningen for Folkehøjskoler og Landbrugsskoler
- Samvirksomheden for landbrugsfagligt Oplysningsarbejde

DFS första ordförande blev Lars Bækhøj (1941-1944). I det första representantskapet bl.a. nationalbanksdirektören C.V. Bramsnæs. Under de första åren omfattades organisationens arbete av information, universitetskurser för folkhögskolelärare och utgivning av böcker. DFS första tilltag var att skriva ihop en broschyr under namnet ”Højskolen kalder” för att uppmuntra ungdomar att läsa på folkhögskolan. Denna trycktes i 12 500 exemplar och delades ut genom flera olika ungdomsorganisationer. Sedan 1975 har DFS haft ett eget sekretariat och har genomfört flera upplysningskampanjer för bl.a. Folketinget, däribland om informationsteknologi, bioteknologi och EU.

## Medlemsorganisationer
- Arbejdernes Oplysningsforbund
- Atlantsammenslutningen
- Dansk Amatør Orkesterforbund
- Dansk Amatør Teater Samvirke
- Dansk Husflidsselskab
- Dansk Kvindesamfund
- Dansk Oplysningsforbund
- Demokrati i Europa (DEO)
- Efterskoleforeningen
- FDB
- FN-forbundet
- Folk og Forsvar
- Folkehøjskolernes Forening i Danmark
- Folkeligt Oplysningsforbund
- Folkeuniversitetet i Danmark
- Folkevirke
- Foreningen af Daghøjskoler i Danmark
- Foreningen af Husholdnings- og Håndarbejdsskoler
- Foreningen NORDEN
- Fritid og Samfund
- Grænseforeningen
- Grønne Familier
- Kvindernes U-landsudvalg
- Liberalt Oplysnings Forbund
- Mellemfolkeligt Samvirke
- Musisk OplysningsForbund
- NETOP
- Netværket for Økologisk Folkeoplysning og Praksis
- Produktionsskoleforeningen
- Sammenslutningen af Lokalarkiver
- Sammenslutningen af Lokale Radio- og TV-stationer i Danmark
- Socialistisk Folkeoplysningsforbund

## Representation
DFS representeras i flera olika organisationer, kommissioner och styrelser på både nationell och internationell nivå.

### Nationellt
- Bibeskæftigelsesnævnet
- Cirius - Godkendelsesudvalg for Livslang Læringsprogrammet (Under Forskningsministeriet)
- Representantskapet för Danmarks Evalueringsinstitut (EVA)
- Den danske UNESCO Nationalkommission
- Det Danske Kulturinstitut
- Dommerudnævnelsesrådet
- Folkeuniversitetsnævnet
- Offentlighedskommissionen
- Pressenævnet
- Rådet for Menneskerettigheder
- Rådet for Voksen- og Efteruddannelse (VEU-rådet)
- Samarbejdsudvalget mellem oplysningsforbundene, DUF, Idrætten, KL, Folkeoplysningsudvalgene og Dansk Folkeoplysnings Samråd
- Søfartsstyrelsens Fritidssejlerudvalg
- Styrelsen och representantskapet för Teknologirådet
- Undervisningsministeriets EU-Specialudvalg

### Internationellt
- European Association for the Education of Adults (EAEA)
- International Council for Adult Education (ICAE)

## Ordförande
Obs! Listen är för närvarande ofullständig.
- Lars Bækhøj (1941-1944)
- J. Th. Arnfred (1944-1957)
- Johannes Novrup (1957-1960)
- Hans Bagge (1961-?)
- Ole Vig Jensen (?)
- Eva Møller (1991-2005)
- Naser Khader (2005-2007)
- Per Paludan Hansen (2007-)